# Blandicephalanema serratum
Blandicephalanema serratum är en rundmaskart som beskrevs av Mehta och Raski 1971. Blandicephalanema serratum ingår i släktet Blandicephalanema och familjen Criconematidae. Inga underarter finns listade i Catalogue of Life.